# Cadel Evans
Cadel Evans (Katherine, Territori del Nord, 14 de febrer del 1977) és un ciclista australià, professional des del 2001 fins a l'1 de febrer de 2015, quan es retirà en finalitzar una cursa que duu el seu nom.

## Biografia
Abans de passar al ciclisme en ruta el 2001, Evans fou un campió en ciclisme de muntanya amb l'equip Volvo-Cannondale, guanyant la Copa del món de ciclisme de muntanya el 1998 i 1999, i acabant setè a la cursa de camp a través als Jocs Olímpics d'Estiu 2000 a Sydney.
El 2007 Evans acabà segon el Tour de França, aconseguint el millor resultat de la història per un australià, i esdevenint el primer ciclista d'aquesta nacionalitat en guanyar l'UCI ProTour. El 2008 repetí la segona posició al Tour de França. El 2009 es proclamà Campió del Món de ciclisme en ruta. El 2011 es proclamà vencedor del Tour de França, sent el primer australià a fer-ho i el ciclista de més edat, 34 anys, després de la Segona Guerra Mundial.

## Palmarès en ruta
- 1997
  - 1r a la Gara Ciclistica Montappone
- 1998
  - 1r al Tour de Tasmània i vencedor d'una etapa
- 1999
  - 1r al Tour de Tasmània i vencedor d'una etapa
- 2001
  - 1r a la Volta a Àustria i vencedor d'una etapa
  - 1r al Brixia Tour
  - 1r a l'À travers Lausanne
- 2002
  - 1r de la prova de contrarellotge individual als Jocs de la Commonwealth
  - Vencedor d'una etapa del Tour Down Under
  - Vencedor d'una etapa de la Uniqa Classic
- 2004
  - 1r a la Volta a Àustria i vencedor d'una etapa
- 2005
  - Vencedor d'una etapa de la Volta a Alemanya
- 2006
  - 1r al Tour de Romandia i vencedor d'una etapa
- 2007
  - 1r de la classificación individual de l'UCI ProTour 
  - 1r a la Beijing Invitational i vencedor d'una etapa
  - Vencedor d'una etapa del Tour de França[2]
- 2008
  - 1r de la Settimana internazionale di Coppi e Bartali i vencedor d'una etapa
  - Vencedor d'una etapa de la Volta a Andalusia
  - Vencedor d'una etapa de la París-Niça
- 2009
  -  Campió del Món de ciclisme en ruta
  - Vencedor d'una etapa de la Settimana internazionale di Coppi e Bartali
  - Vencedor d'una etapa de la Dauphiné Libéré
- 2010
  - 1r a la Fletxa Valona
  - Vencedor d'una etapa al Giro d'Itàlia i  1r de la Classificació per punts
- 2011
  -  1r al Tour de França i vencedor d'una etapa
  - 1r a la Tirrena-Adriàtica i vencedor d'una etapa
  - 1r al Tour de Romandia
- 2012
  - 1r al Critèrium Internacional i vencedor d'una etapa
  - Vencedor d'una etapa al Critèrium del Dauphiné i 1r de la classificació per punts
- 2013
  - Vencedor d'una etapa al Tour d'Alberta
- 2014
  - 1r al Giro del Trentino i vencedor d'una etapa
  - Vencedor d'una etapa al Tour Down Under
  - Vencedor de 2 etapes al Tour de Utah

### Resultats al Tour de França
- 2006. 4t de la classificació general[3]
- 2007. 2n de la classificació general. Vencedor d'una etapa[2]
- 2008. 2n de la classificació general. Porta el mallot groc durant 5 etapes
- 2009. 30è de la classificació general.
- 2010. 26è de la classificació general. Porta el mallot groc durant 1 etapa
- 2011. 1r de la classificació general . Porta el mallot groc durant 1 etapa  Vencedor d'una etapa.
- 2012. 7è de la classificació general
- 2013. 39è de la classificació general

### Resultats al Giro d'Itàlia
- 2002. 14è de la classificació general. Porta la maglia rosa durant 1 etapa
- 2010. 5è de la classificació general. Vencedor d'una etapa.  1r de la Classificació per punts. Porta la maglia rosa durant 1 etapa
- 2013. 3r de la classificació general
- 2014. 8è de la classificació general. Porta la maglia rosa durant 4 etapes

### Resultats a la Volta a Espanya
- 2003. Abandona (4a etapa)
- 2004. 60è de la classificació general
- 2007. 4t de la classificació general
- 2009. 3r de la classificació general.  Porta el mallot or durant 1 etapa
- 2014. 52è de la classificació general

## Palmarès en ciclisme de muntanya
- 1998
  - 1r a la Copa del món en Camp a través
- 1999
  - 1r a la Copa del món en Camp a través